# Cabézon du Brésil
Capito dayi
Espèce
Statut de conservation UICN

 NT A3c : Quasi menacé
Le Cabézon du Brésil (Capito dayi) est une espèce d'oiseaux appartenant à la famille des Capitonidae.
Il habite la forêt amazonienne du sud-ouest du Brésil et de l'extrême nord-est de la Bolivie.